# Michael Lüftner
Michael Lüftner (14 marzo 1994) è un ex calciatore ceco, di ruolo difensore.

## Carriera

### Club
Ha giocato con lo Slavia Praga dove ha vinto un campionato ceco. Il 1º luglio 2017 è stato acquistato dal Copenaghen.

### Nazionale
Ha giocato nelle nazionali giovanili ceche Under-16, Under-17, Under-18, Under-19, Under-20 ed Under-21.
Nel 2017 ha giocato una partita nella nazionale maggiore.

## Palmarès

### Club

#### Competizioni nazionali
- Campionato ceco: 1

Slavia Praga: 2016-2017
- Campionato danese: 1

Copenaghen: 2018-2019
- Campionato cipriota: 1

Omonia: 2020-2021